# Джибгашвили, Поре Георгиевич
Поре Георгиевич Джибгашвили, другой вариант имени — Форе (1910 год, село Шрома, Сигнахский уезд, Тифлисская губерния, Российская империя — неизвестно, Сигнахский район, Грузинская ССР) — звеньевой колхоза «Ленинис андердзи» Лагодехского района, Грузинская ССР. В 1950 году получил звание Героя Социалистического Труда, которого был лишён в 1962 году

## Биография
Родился в 1910 году в крестьянской семье в селе Шрома Сигнахского уезда (сегодня — Лагодехский муниципалитет). После окончания сельской школы трудился рядовым колхозником в местном колхозе, в послевоенные годы — звеньевой табаководов в колхозе «Ленинис андердзи» Лагодехского района.
В 1949 году звено под его руководством собрало в среднем с каждого гектара по 29,1 центнера табака сорта «Трапезонд» с площади 3 гектара. Указом Президиума Верховного Совета СССР от 3 июля 1950 года удостоен звания Героя Социалистического Труда за «получение высоких урожаев кукурузы, табака и картофеля в 1949 году» с вручением ордена Ленина и золотой медали «Серп и Молот» (№ 5353).
Этим же Указом званием Героя Социалистического Труда были награждены труженики колхоза «Ленинис андердзи» бригадир Георгий Иванович Кочламазашвили, звеньевые Геронтий Арсенович Вачадзе и Николай Сабаевич Мчедлишвили.
За выдающиеся трудовые достижения по итогам работы в 1948 и 1951 годов был награждён дважды Орденом Трудового Красного Знамени. После объединения колхозов «Ленинис андердзи» и «Шрома» продолжил трудиться звеньевым табаководческого звена в объединённом колхозе, председателем которого был Георгий Виссарионович Натрошвили.
Был привлечён к уголовной ответственности за хищение государственной собственности. Согласно уголовному делу, вступив в сговор с председателем колхоза Георгием Натрошвили, другими работниками колхоза и заведующим табачно-заготовительным пунктом Лагодехской табачной фабрики путём приписок при сдаче табака, причинил ущерб государству на 479 тысяч рублей. Было установлено, что колхоз по факту сдал табака на 124,7 % выше запланированного, что соответствовало премии в 50 %. Согласно припискам была завышена сдача продукции на 5 %, в результате чего колхозу было незаконно перечислена стопроцентная премия. 26 ноября 1956 года был осуждён по статье 114 УК Грузинской ССР за хищение государственной собственности на срок 10 годам лишения свободы.
Указом Президиума Верховного Совета СССР от 29 января 1962 года был лишён всех наград и звания Героя Социалистического Труда. Этим же Указом звания Героя Социалистического Труда были лишены председатель колхоза Георгий Натрошвили и колхозник Авраам Ильич Инашвили.
После освобождения из мест заключения в 1959 году проживал в Сигнахском районе. Дата его смерти не установлена.